# Рухну
Рухну (ест. Ruhnu; швед. Runö; лет. Roņu sala) малено је острво смештено у централном делу акваторије Ришког залива Балтичког мора. Острво припада Естонији, односно њеном округу Сарема у којем чини засебну општину. 
Острво је готово округлог облика, максималне дужине око 5 км и ширине до 3,5 километра, и представља највиши део некадашње чеоне морене издигнут изнад нивоа мора. Обале острва су јако разуђене, посебно његова западна обала уз коју се налазе бројне хриди и стеновита острвца. Површина острва је 11,9 км², док је максимална надморска висина 28 метара. Најближа копнена тачка је рт Колка у Летонији који се налази на око 37 километара западније. 
Током 13. века на острво се населила већа група Швеђана који су у наредних неколико векова чинили апсолутну већину на острву. Тако су према статистичким подацима из 1934. на острву живела 282 становника, од чега је било само 5 етничких Естонаца, док су сви остали били Швеђани. До краја Другог светског рата готово целокупна шведска популација острва је расељена у Шведску, а на острву су остале само две шведске пордице. Током совјетске власти острво је поново насељено етничким Естонцима, а на острву се налазила и мања морнаричка база совјетске армије. Према подацима из 2015. на острву је живело свега 95 становника, а општина Рухну која обухвата територију острва најмања је општинска јединица у Естонији. Једино насељено место на острву је истоимено село Рухну.
На јужном делу острва налази се малени аеродром преко ког је острво са Парнуом и Куресареом, а са копном је такође повезано и редовном трајектном линијом. Светионик који је на острву саграђен 1878. пројектовао је у паризу Гистав Ајфел. Дрвена црква на Рухнуу саграђена 1644. године најстарија је дрвена црква у Естонији. 
Острво Рухну је дом аутохтоне естонске пасмине оваца (ест. eesti maalammas) које се данас на острву узгајају углавном због вуне.